# Norra Ny sockendräkt

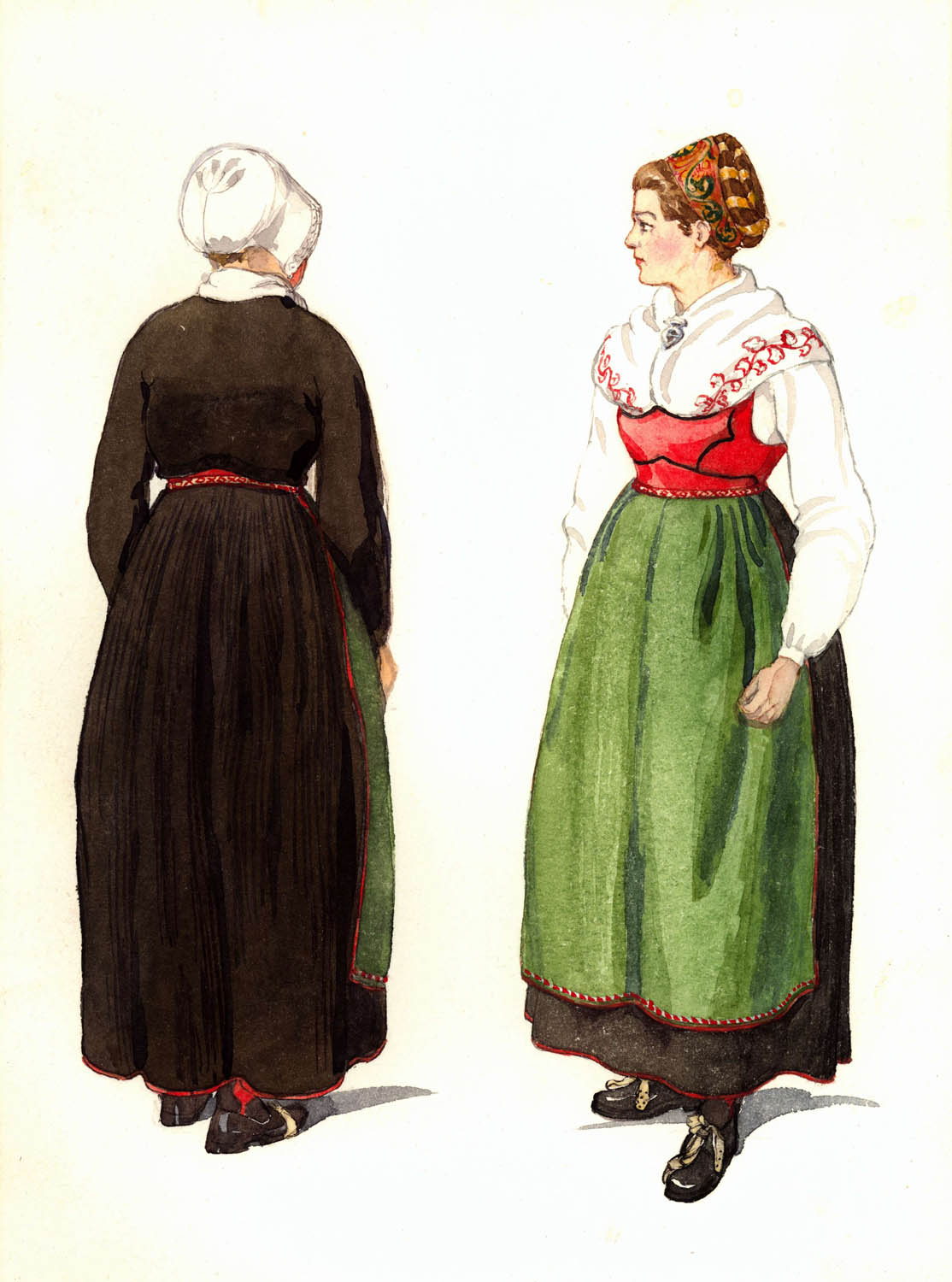
Folkdräkt, helgdagsdräkt, Ny socken, Värmland. Emelie von Walterstorff - Nordiska Museet - NMA.0027739

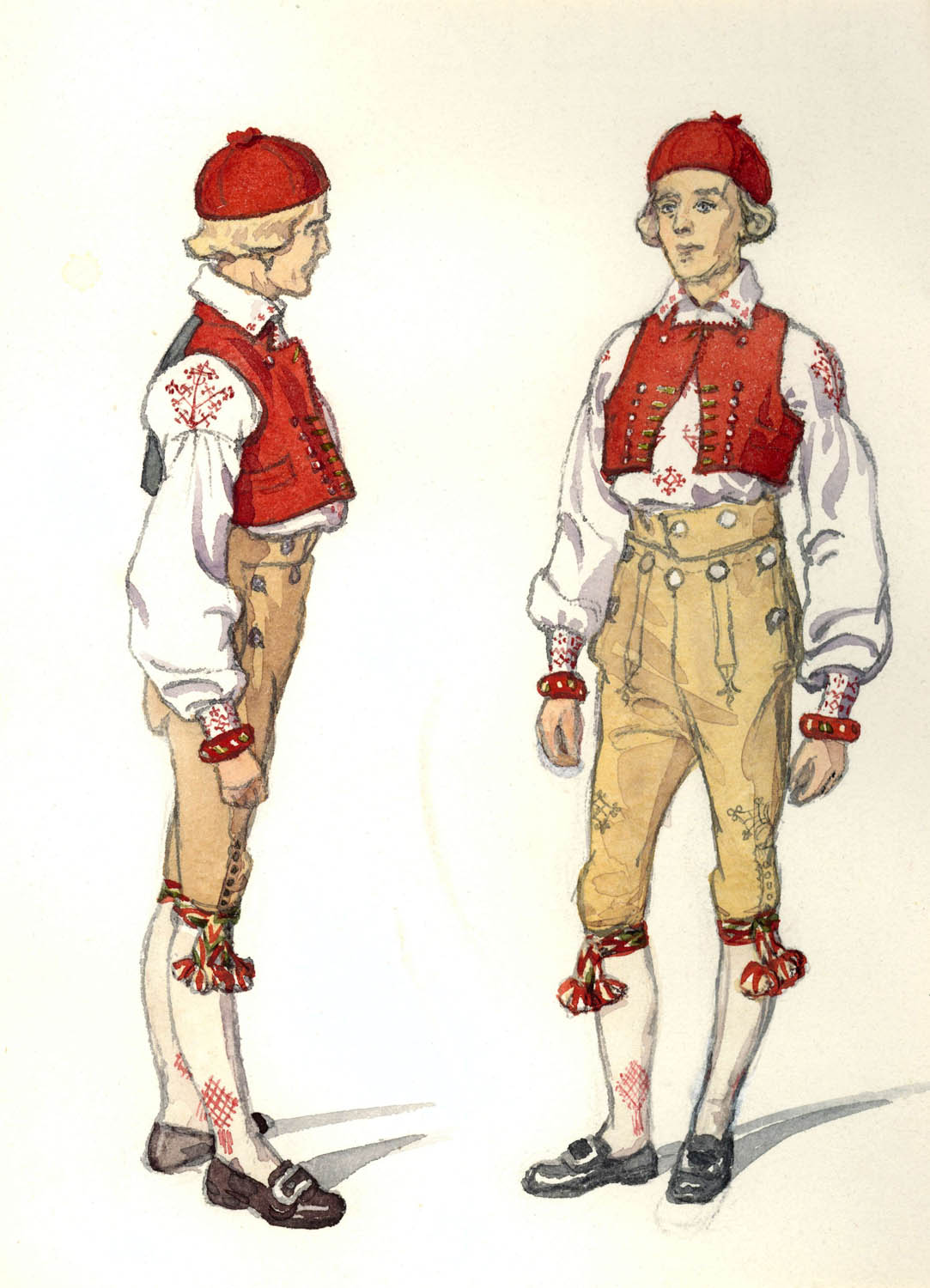
Folkdräkt, söndagseftermiddagsdräkt, Ny socken, Värmland. Emelie von Walterstorff - Nordiska Museet - NMA.0027740

Norra Ny socken är en folkdräkt (eller bygdedräkt) från Norra Ny socken i Värmland.
Bars ännu under mitten av 1800-talet.

## Kvinnodräkten
| Plaggtyp   | Beskrivning | Ursprung |
| ---------- | --- | -------- |
| Kjol       | Livkjol i svart (det noteras dock att rött och blått var finast ) goffrerat halvylle alternativt av varierande material: vadmal, kläde, ylle, halvylle i färgerna grått, svart, blått, grönt, brunt och rött . Nedtill kantad med en flätad snodd. Även midjekjol och livstycke har burits historiskt. |          |
| Liv        | Liv med “smäck”, hyskor och hakar, olika färgvarianter (röd eller randig) , vidsittande och kort |          |
| Överdel    | Överdelssärk - i bomull och linne, Krage med broderier . |          |
| Förkläde   | Grönt med röd kant, halvylle alternativt av köpetyg i tryckt bomull eller yllemuslin . |          |
| Halskläde  | |          |
| Huvudbonad | Vitt hatt (gift), hårnäver (ogift) |          |
| Ytterplagg | Vadmals- eller klädeströja - kallades "tröj, dalbutröj och lintröj" Vardag: grå Högtid: blå, svart eller grön |          |
| Fotdon     | Svarta strumpor alternativt vita i ylle |          |

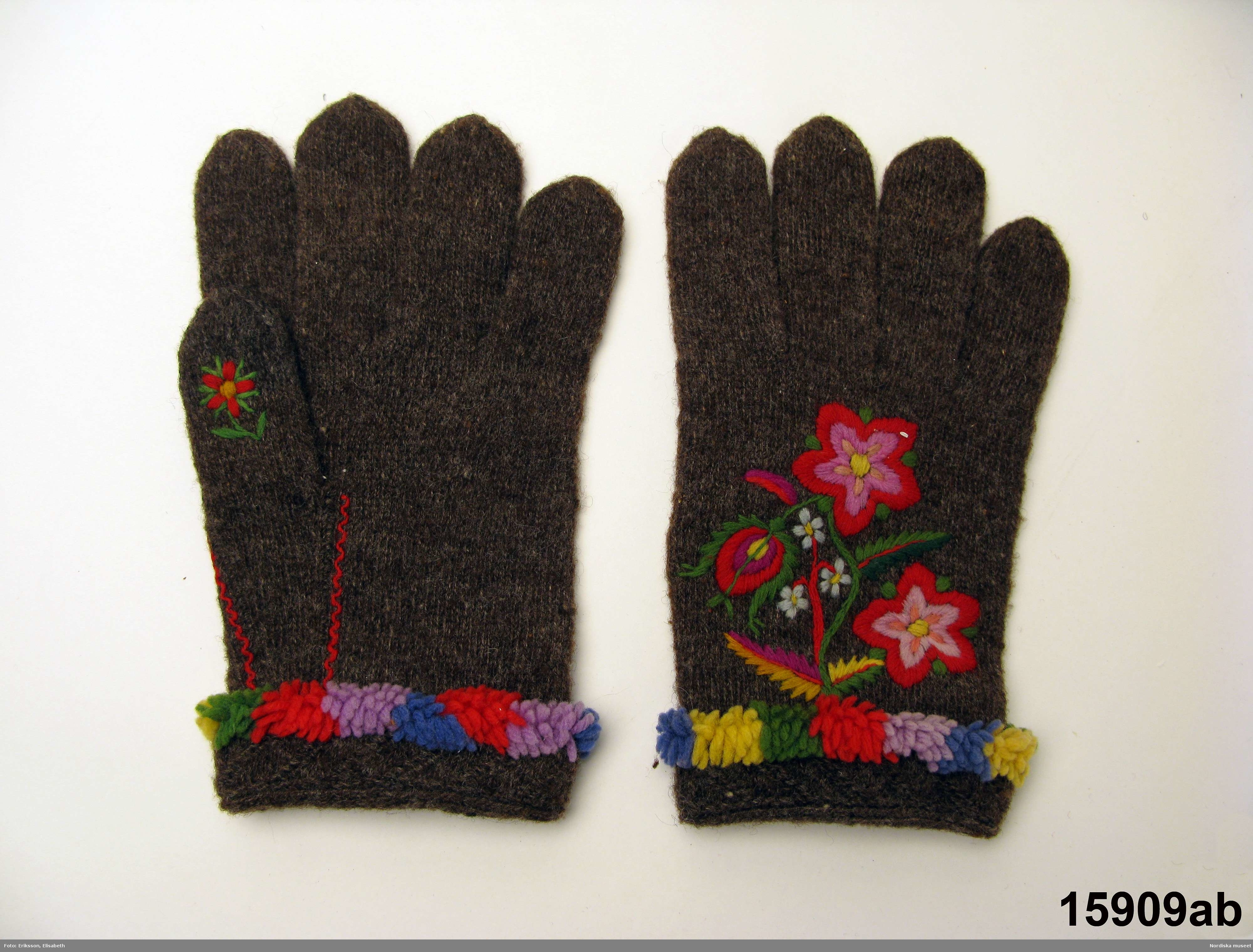
Kvinnovantar av mörkbrunt ullgarn. Ca år 1860.

## Mansdräkt
| Plaggtyp   | Beskrivning | Ursprung |
| ---------- | --- | -------- |
| Byxor      | Svarta knäbyxor (vinter), skinnbyxor (sommar) , ibland med hängslen |          |
| Väst       | Röd enkelknäppt, vadmal med blå rygg . Två stolpfickor. Knäppt framtill med dubbla knapprader (6 x 2 st). Nedsydda slag samt 2 dekorationsknappar vid halsen. Ståndkrage . |          |
| Överdel    | Broderad linneskjorta i röda (eller blå) broderier . |          |
| Halskläde  | |          |
| Huvudbonad | Kyrkhatt alternativt kilmössa |          |
| Ytterplagg | Lång rock, vadmal, midjesöm, knäppt med hyskor, uppslag på ärmar, rynkning från midjan i ryggen                                                                            |          |
| Fotdon     | Vita med broderade röda löv vid vristen Röda strumpband |          |